# Vilmos Kondor

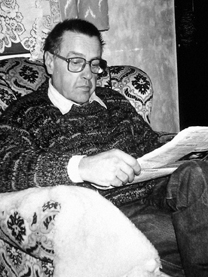
Vilmos Kondor

Vilmos Kondor (* 1954) ist ein ungarischer Schriftsteller.

## Leben
Vilmos Kondor studierte an der Universität Szeged unter anderem Chemieingenieurwesen; später wechselte in diesem Fach an die Sorbonne nach Paris. Nach erfolgreichem Abschluss kehrte er nach Ungarn zurück.
Derzeit (2012) lebt Vilmos Kondor zusammen mit seiner Familie in der Nähe von Sopron. Er unterrichtet an einem Gymnasium Naturwissenschaften, in der Hauptsache Mathematik.

## Rezeption
Nach eigenem Bekunden fand Vilmos Kondor seinen Stil im Roman noir. Als seine Vorbilder gelten Jim Thompson, Charles Willeford und Dashiell Hammett. Als Hommage an letzteren gestaltete Vilmos Kondor seine Protagonistin „Vörös Margó“ nach „Dinah Harvest“, einer Figur aus Hammetts ersten Roman Rote Ernte.
Schon mit dem ersten Band seiner Reihe Budapest Noir hatte Vilmos Kondor Leser wie auch Literaturkritik überzeugen können.  Die Reihe ist auf sechs Bände angelegt und beschreibt die Situation ab den dreißiger Jahren in der Stadt Budapest und seiner näheren Umgebung. Sein Protagonist, der Polizeireporter „Zsigmond Gordon“ gerät durch seine Arbeit zwangsläufig immer wieder in gefährliche Situationen.
Der erste Band spielt im Jahr 1936 und thematisiert die illegale Prostitution. Der zweite Band handelt von der politischen Situation 1939, einige Wochen nach Beginn des Zweiten Weltkriegs und der dritte Band führt dieses Thema weiter und zeigt die Hauptstadt im Jahr 1943. Der vierte Band ist zeitlich kurz nach Kriegsende angesiedelt.

## Werke
- Budapest Noir Zyklus

1. Der leise Tod. Kriminalroman. („Budapest noir“). Knaur, München 2010, ISBN 978-3-426-50576-2.
2. Endstation Budapest. Kriminalroman. („Bünös Budapest“). Knaur, München 2011, ISBN 978-3-426-50577-9.
3. A budapesti kém. AK, Budapest 2010, ISBN 978-963-9868-80-9.
4. Budapest romokban. AK, Budapest 2011, ISBN 978-615-5049-37-8.